# Pallavolo Impavida Ortona 2015-2016
Questa voce raccoglie le informazioni riguardanti la Pallavolo Impavida Ortona nelle competizioni ufficiali della stagione 2015-2016.

## Stagione
La stagione 2015-16 è per la Pallavolo Impavida Ortona, sponsorizzata dalla Sieco Service, l'ottava, la quarta consecutiva, in Serie A2; viene confermato l'allenatore Nunzio Lanci così come buona parte della rosa, tra cui Pietro Di Meo, Michele Simoni, Danilo Cortina, Matteo Guidone e Andrea Lanci: gli acquisti sono quelli di Luca Borgogno, Alessio Fiore, Matteo Paoletti, Nicola Sesto e Dallas Soonias, arrivato a stagione in corso e ceduto poco prima della fine del campionato, mentre tra le partenze si segnalano quelle di Alberto Cisolla, Antonio De Paola, Peter Michalovič e Jackson Rivera.
Il campionato si apre con due vittorie nelle prime tre giornate, entrambe in case: dalla quarta alla sesta giornata il club abruzzese fa registrare tre stop di seguito, mentre dalla nona alla dodicesima giornata sono quattro le vittorie consecutive, per poi chiudere il girone di andata con la sconfitta in casa subita dal Volley Tricolore Reggio Emilia, conquistando il settimo posto in classifica e la qualificazione alla Coppa Italia di Serie A2. Dopo la vittoria nella prima giornata di ritorno, la squadra di Ortona subisce sei sconfitte, per poi ritornare al successo alla ventunesima giornata contro il Junior Volley Civita Castellana: l'ultima parte della regular season è caratterizzata da risultati altalenanti che fanno chiudere la Pallavolo Impavida Ortona al decimo posto in classifica, fuori dalla zona dei play-off promozione.
Grazie al settimo posto al termine del girone di andata della Serie A2 2015-16, la Pallavolo Impavida Ortona partecipa alla Coppa Italia di Serie A2: tuttavia viene eliminata nel primo turno disputato, i quarti di finale, sconfitta per 3-1 dalla Callipo Sport.

## Organigramma societario
Area direttiva
- Presidente: Tommaso Lanci
- Vicepresidente: Angelo Matricardi
- Segreteria generale: Franco Lanci

Area organizzativa
- Team manager: Angelo Paris
- Direttore sportivo: Massimo D'Onofrio
- Commercialista: Paola Bertini
- Addetto agli arbitri: Gaetano Ciampoli

Area tecnica
- Allenatore: Nunzio Lanci
- Allenatore in seconda: Mariano Costa
- Scout man: Vincenzo Ottalagana
- Assistente allenatore: Massimo D'Onofrio
- Responsabile settore giovanile: Rocco Bruni, Tommaso Flacco Monaco

Area comunicazione
- Ufficio stampa: Francesca Marchese
- Area comunicazione: Massimo D'Onofrio

Area marketing
- Ufficio marketing: Barbara Nair Bianco

Area sanitaria
- Medico: Rino Nicolai, Andrea Simoni
- Preparatore atletico: Mariano Costa
- Fisioterapista: Antonella Di Sciullo

## Rosa
| N° | Nome               | Ruolo | Data di nascita  | Nazionalità sportiva |
| -- | ------------------ | ----- | ---------------- | -------------------- |
| 1  | Alessio Fiore      | S     | 25 dicembre 1982 | Italia               |
| 2  | Michele Simoni     | C     | 26 maggio 1990   | Italia               |
| 3  | Matteo Guidone     | C     | 28 luglio 1987   | Italia               |
| 5  | Mattia Matricardi  | P     | 31 gennaio 1989  | Italia               |
| 6  | Nicola Sesto       | C     | 11 maggio 1987   | Italia               |
| 7  | Dallas Soonias     | S/O   | 25 aprile 1984   | Canada               |
| 8  | Danilo Cortina     | L     | 8 giugno 1987    | Italia               |
| 9  | Alessandro Toscani | L     | 18 luglio 1998   | Italia               |
| 11 | Pietro Di Meo      | S     | 28 giugno 1982   | Italia               |
| 12 | Andrea Lanci       | P     | 12 agosto 1980   | Italia               |
| 14 | Matteo Paoletti    | S/O   | 27 maggio 1982   | Italia               |
| 15 | Luca Borgogno      | S     | 27 aprile 1993   | Italia               |
| 17 | Domenico Maiorana  | S     | 9 ottobre 1990   | Italia               |
| 18 | Renato Orsini      | S/O   | 10 luglio 1985   | Italia               |

## Mercato
| Acquisti | Acquisti        | Acquisti          | Acquisti   |
| R.       | Nome            | da                | Modalità   |
| -------- | --------------- | ----------------- | ---------- |
| S        | Luca Borgogno   | BluVolley Verona  | prestito   |
| S        | Alessio Fiore   | Argos             | definitivo |
| S/O      | Matteo Paoletti | Atlantide Brescia | definitivo |
| C        | Nicola Sesto    | Matera Bulls      | definitivo |
| S/O      | Dallas Soonias  | inattivo          | definitivo |

| Cessioni | Cessioni          | Cessioni            | Cessioni   |
| R.       | Nome              | a                   | Modalità   |
| -------- | ----------------- | ------------------- | ---------- |
| S        | Alberto Cisolla   | Atlantide Brescia   | definitivo |
| S        | Antonio De Paola  | Callipo             | definitivo |
| C        | Fabio Di Fulvio   | ?                   | definitivo |
| S        | Domenico Maiorana | Rinascita Lagonegro | definitivo |
| S/O      | Peter Michalovič  | Callipo             | definitivo |
| C        | Daniele Moretti   | San Severino        | definitivo |
| S        | Jackson Rivera    | Indios de Mayagüez  | definitivo |
| S/O      | Dallas Soonias    | ?                   | definitivo |

## Risultati

### Serie A2

#### Girone di andata
| 1ª giornata - 25 ottobre 2015 Palasport Comunale, Ortona              | Impavida Ortona   | 3 - 2 | Atlantide Brescia | 17-25, 25-17, 22-25, 25-15, 15-6  |
| 2ª giornata - 1º novembre 2015 PalaEstra, Siena                       | Emma Villas       | 3 - 1 | Impavida Ortona   | 21-25, 25-20, 25-19, 25-18        |
| 3ª giornata - 8 novembre 2015 Palasport Comunale, Ortona              | Impavida Ortona   | 3 - 1 | Potentino         | 26-24, 25-19, 29-31, 25-18        |
| 4ª giornata - 15 novembre 2015 PalaGrotte, Castellana Grotte          | Materdomini       | 3 - 1 | Impavida Ortona   | 22-25, 25-18, 25-22, 25-18        |
| 5ª giornata - 22 novembre 2015 Palasport Comunale, Ortona             | Impavida Ortona   | 1 - 3 | Argos             | 20-25, 22-25, 25-20, 20-25        |
| 6ª giornata - 29 novembre 2015 Palasport Comunale, Ortona             | Impavida Ortona   | 0 - 3 | Callipo           | 18-25, 19-25, 19-25               |
| 7ª giornata - 5 dicembre 2015 PalaParini, Cantù                       | Libertas Brianza  | 2 - 3 | Impavida Ortona   | 21-25, 25-20, 23-25, 25-23, 11-15 |
| 8ª giornata - 8 dicembre 2015 Palazzetto dello Sport, Monterotondo    | Civita Castellana | 3 - 1 | Impavida Ortona   | 25-19, 25-22, 24-26, 28-26        |
| 9ª giornata - 12 dicembre 2015 Palasport Comunale, Ortona             | Impavida Ortona   | 3 - 0 | Mondovì           | 25-21, 25-23, 25-16               |
| 10ª giornata - 16 dicembre 2015 Palazzetto dello Sport, Roma          | Club Italia       | 0 - 3 | Impavida Ortona   | 21-25, 23-25, 11-25               |
| 11ª giornata - 20 dicembre 2015 Palasport Comunale, Ortona            | Impavida Ortona   | 3 - 1 | Alessano          | 25-19, 25-23, 23-25, 25-23        |
| 12ª giornata - 27 dicembre 2015 Palazzetto dello Sport, Montefiascone | Tuscania          | 0 - 3 | Impavida Ortona   | 23-25, 23-25, 16-25               |
| 13ª giornata - 3 gennaio 2016 Palasport Comunale, Ortona              | Impavida Ortona   | 0 - 3 | Tricolore         | 17-25, 20-25, 28-30               |

#### Girone di ritorno
| 14ª giornata - 7 gennaio 2016 PalaSanFilippo, Brescia         | Atlantide Brescia | 1 - 3 | Impavida Ortona   | 25-22, 21-25, 21-25, 19-25        |
| 15ª giornata - 10 gennaio 2016 Palasport Comunale, Ortona     | Impavida Ortona   | 1 - 3 | Emma Villas       | 15-25, 25-22, 22-25, 26-28        |
| 16ª giornata - 16 gennaio 2016 PalaPrincipi, Potenza Picena   | Potentino         | 3 - 0 | Impavida Ortona   | 25-20, 25-21, 25-22               |
| 17ª giornata - 23 gennaio 2016 Palasport Comunale, Ortona     | Impavida Ortona   | 2 - 3 | Materdomini       | 25-18, 25-20, 20-25, 15-25, 13-15 |
| 18ª giornata - 30 gennaio 2016 PalaPolsinelli, Sora           | Argos             | 3 - 0 | Impavida Ortona   | 25-15, 25-20, 25-20               |
| 19ª giornata - 14 febbraio 2016 PalaValentia, Vibo Valentia   | Callipo           | 3 - 1 | Impavida Ortona   | 25-23, 19-25, 25-16, 25-19        |
| 20ª giornata - 21 febbraio 2016 Palasport Comunale, Ortona    | Impavida Ortona   | 0 - 3 | Libertas Brianza  | 28-30, 23-25, 21-25               |
| 21ª giornata - 28 febbraio 2016 Palasport Comunale, Ortona    | Impavida Ortona   | 3 - 1 | Civita Castellana | 18-25, 25-16, 25-16, 26-24        |
| 22ª giornata - 6 marzo 2016 PalaManera, Mondovì               | Mondovì           | 3 - 2 | Impavida Ortona   | 25-14, 25-22, 21-25, 16-25, 17-15 |
| 23ª giornata - 9 marzo 2016 Palasport Comunale, Ortona        | Impavida Ortona   | 3 - 0 | Club Italia       | 25-21, 29-27, 25-14               |
| 24ª giornata - 13 aprile 2016 Palazzetto dello Sport, Tricase | Alessano          | 2 - 3 | Impavida Ortona   | 16-25, 25-14, 25-20, 24-26, 13-15 |
| 25ª giornata - 19 marzo 2016 Palasport Comunale, Ortona       | Impavida Ortona   | 0 - 3 | Tuscania          | 20-25, 16-25, 22-25               |
| 26ª giornata - 27 marzo 2016 PalaBigi, Reggio nell'Emilia     | Tricolore         | 3 - 0 | Impavida Ortona   | 25-21, 25-22, 26-24               |

### Coppa Italia di Serie A2

#### Fase a eliminazione diretta
| Quarti di finale - 20 gennaio 2016 PalaValentia, Vibo Valentia | Callipo | 3 - 1 | Impavida Ortona | 25-21, 25-18, 23-25, 25-17 |

## Statistiche

### Statistiche di squadra
| Competizione             | Punti | In casa | In casa | In casa | In trasferta | In trasferta | In trasferta | Totale | Totale | Totale |
| Competizione             | Punti | G       | V       | P       | G            | V            | P            | G      | V      | P      |
| ------------------------ | ----- | ------- | ------- | ------- | ------------ | ------------ | ------------ | ------ | ------ | ------ |
| Serie A2                 | 32    | 13      | 6       | 7       | 13           | 5            | 8            | 26     | 11     | 15     |
| Coppa Italia di Serie A2 | -     | -       | -       | -       | 1            | 0            | 1            | 1      | 0      | 1      |
| Totale                   | -     | 13      | 6       | 7       | 14           | 5            | 9            | 27     | 11     | 16     |

G = partite giocate; V = partite vinte; P = partite perse

### Statistiche dei giocatori
| Giocatore     | Serie A2 | Serie A2 | Serie A2 | Serie A2 | Serie A2 | Coppa Italia di Serie A2 | Coppa Italia di Serie A2 | Coppa Italia di Serie A2 | Coppa Italia di Serie A2 | Coppa Italia di Serie A2 | Totale | Totale | Totale | Totale | Totale |
| Giocatore     | P        | PT       | AV       | MV       | BV       | P                        | PT                       | AV                       | MV                       | BV                       | P      | PT     | AV     | MV     | BV     |
| ------------- | -------- | -------- | -------- | -------- | -------- | ------------------------ | ------------------------ | ------------------------ | ------------------------ | ------------------------ | ------ | ------ | ------ | ------ | ------ |
| L. Borgogno   | 25       | 310      | 271      | 30       | 9        | 1                        | 21                       | 21                       | 0                        | 0                        | 26     | 331    | 292    | 30     | 9      |
| D. Cortina    | 25       | -        | -        | -        | -        | 1                        | -                        | -                        | -                        | -                        | 26     | -      | -      | -      | -      |
| P. Di Meo     | 22       | 183      | 149      | 17       | 17       | 1                        | 11                       | 8                        | 2                        | 1                        | 23     | 194    | 157    | 19     | 18     |
| A. Fiore      | 24       | 345      | 279      | 33       | 33       | 1                        | 9                        | 8                        | 1                        | 0                        | 25     | 354    | 287    | 34     | 33     |
| M. Guidone    | 19       | 65       | 39       | 25       | 1        | 0                        | 0                        | 0                        | 0                        | 0                        | 19     | 65     | 39     | 25     | 1      |
| A. Lanci      | 23       | 20       | 12       | 2        | 6        | 1                        | 0                        | 0                        | 0                        | 0                        | 24     | 20     | 12     | 2      | 6      |
| D. Maiorona   | 6        | 0        | 0        | 0        | 0        | -                        | -                        | -                        | -                        | -                        | 6      | 0      | 0      | 0      | 0      |
| M. Matricardi | 12       | 14       | 10       | 4        | 0        | 1                        | 1                        | 0                        | 1                        | 0                        | 13     | 15     | 10     | 5      | 0      |
| R. Orsini     | 3        | 6        | 4        | 2        | 0        | 0                        | 0                        | 0                        | 0                        | 0                        | 3      | 6      | 4      | 2      | 0      |
| M. Paoletti   | 17       | 248      | 219      | 19       | 10       | -                        | -                        | -                        | -                        | -                        | 17     | 248    | 219    | 19     | 10     |
| N. Sesto      | 23       | 102      | 58       | 39       | 5        | 1                        | 9                        | 5                        | 4                        | 0                        | 24     | 111    | 63     | 43     | 5      |
| M. Simoni     | 26       | 165      | 95       | 54       | 16       | 1                        | 8                        | 5                        | 3                        | 0                        | 27     | 173    | 100    | 57     | 16     |
| D. Soonias    | 4        | 36       | 34       | 2        | 0        | -                        | -                        | -                        | -                        | -                        | 4      | 36     | 34     | 2      | 0      |
| A. Toscani    | 17       | -        | -        | -        | -        | 1                        | -                        | -                        | -                        | -                        | 18     | -      | -      | -      | -      |

P = presenze; PT = punti totali; AV = attacchi vincenti; MV = muri vincenti; BV = battute vincenti